# Mehringdamm (stacja metra)
Mehringdamm – stacja metra w Berlinie, na linii U6 i U7 w dzielnicy Kreuzberg, w okręgu administracyjnym Friedrichshain-Kreuzberg. Stacja została otwarta w 1924.